# Atletas Individuais Neutros nos Jogos Olímpicos de Verão de 2024
Atletas Individuais Neutros foi o nome usado para representar atletas da Rússia e Bielorrússia aprovados nos Jogos Olímpicos de Verão de 2024, depois que o Comitê Olímpico Internacional (COI) proibiu as designações anteriores das nações devido à invasão da Ucrânia pela Rússia em 2022. O código de país do COI é AIN, de acordo com o nome francês Athlètes Individuels Neutres.
A delegação estava proibida de usar a bandeira olímpica neutra e o hino olímpico e, em vez disso, usou uma bandeira representando um emblema circular da AIN e um hino instrumental único, ambos atribuídos pelo COI. A delegação também não pôde participar da cerimônia de abertura.
Enquanto a bandeira usa a expressão singular "Atleta Individual Neutro", o COI usa a expressão plural "Atletas Individuais Neutros" em prosa.
Atletas individuais neutros deveriam ser aprovados pela federação internacional de cada esporte, mas uma federação internacional tinha o poder de não aprovar nenhum atleta em seu esporte.

## Medalhas

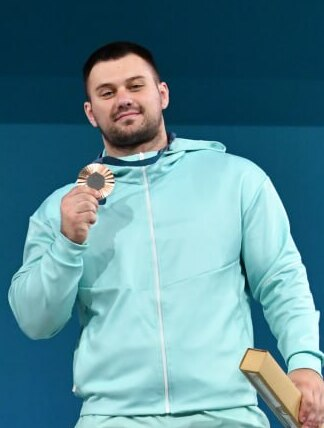
Yauheni Tsikhantsou com sua medalha de bronze

| Atleta                        | Esporte                | Evento                  | Medalha |
| ----------------------------- | ---------------------- | ----------------------- | ------- |
| Ivan Litvinovich              | Ginástica de trampolim | Masculino               | Ouro    |
| Viyaleta Bardzilouskaya       | Ginástica de trampolim | Feminino                | Prata   |
| Yauheni Zalaty                | Remo                   | Skiff simples masculino | Prata   |
| Mirra Andreeva Diana Shnaider | Tênis                  | Duplas femininas        | Prata   |
| Yauheni Tsikhantsou           | Halterofilismo         | Até 102 kg masculino    | Bronze  |

## Competidores

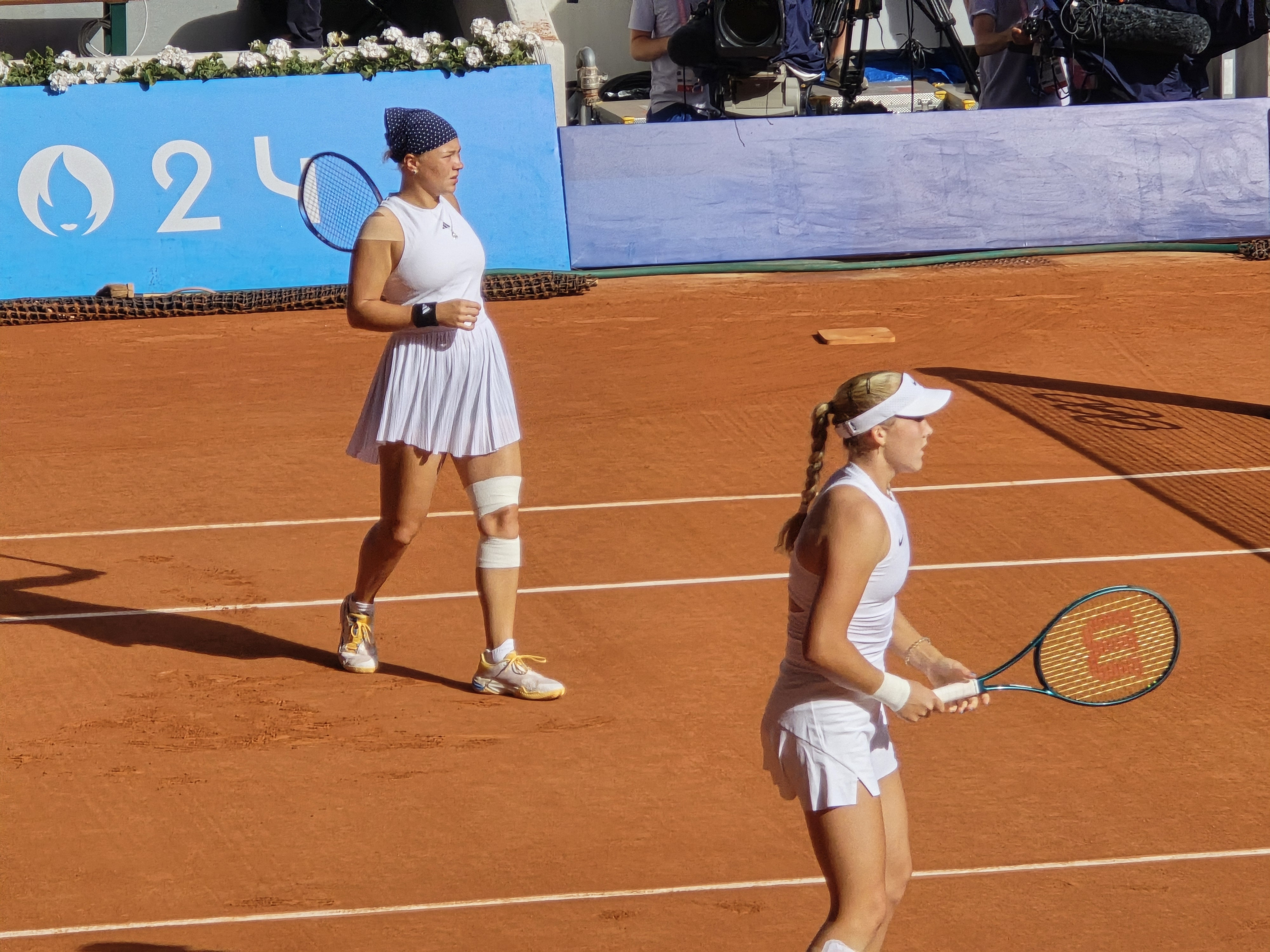
Diana Shnaider e Mirra Andreeva duarante a final das duplas femininas no tênis

Um total de 17 competidores da Bielorrússia e 15 da Rússia foram autorizados a competir. Esta foi a participação por modalidade nesta edição:
| Esporte        | Masculino | Feminino | Total |
| -------------- | --------- | -------- | ----- |
| Canoagem       | 3         | 2        | 5     |
| Ciclismo       | 1         | 3        | 4     |
| Ginástica      | 1         | 2        | 3     |
| Halterofilismo | 1         | 1        | 2     |
| Lutas          | 2         | 0        | 2     |
| Natação        | 2         | 2        | 4     |
| Remo           | 1         | 1        | 2     |
| Tênis          | 3         | 4        | 7     |
| Tiro           | 0         | 2        | 2     |
| Triatlo        | 2         | 2        | 4     |
| Total          | 15        | 17       | 32    |

## Desempenho

### Canoagem

#### Velocidade
Masculino
| Atleta                           | Evento     | Eliminatórias | Eliminatórias | Quartas | Quartas | Semifinal | Semifinal | Final   | Final | Ref.        |
| Atleta                           | Evento     | Tempo         | Pos.          | Tempo   | Pos.    | Tempo     | Pos.      | Tempo   | Pos.  | Ref.        |
| -------------------------------- | ---------- | ------------- | ------------- | ------- | ------- | --------- | --------- | ------- | ----- | ----------- |
| Uladzislau Kravets               | K-1 1000 m | 3:32.07       | 2             | Bye     | Bye     | 3:29.64   | 4 FA      | 3:28.10 | 4     | [ 7 ]       |
| Zakhar Petrov                    | C-1 1000 m | 3:49.86       | 2             | Bye     | Bye     | 3:45.99   | 3 FA      | 3:45.28 | 4     | [ 8 ]       |
| Alexey Korovashkov Zakhar Petrov | C-2 500 m  | 1:38.65       | 1             | Bye     | Bye     | 1:39.57   | 1 FA      | 1:41.27 | 4     | [ 8 ] [ 9 ] |

Masculino
| Atleta           | Evento    | Eliminatórias | Eliminatórias | Quartas | Quartas | Semifinal   | Semifinal   | Final       | Final       | Ref.   |
| Atleta           | Evento    | Tempo         | Pos.          | Tempo   | Pos.    | Tempo       | Pos.        | Tempo       | Pos.        | Ref.   |
| ---------------- | --------- | ------------- | ------------- | ------- | ------- | ----------- | ----------- | ----------- | ----------- | ------ |
| Olesia Romasenko | C-1 200 m | 49.83         | 5             | 47.92   | 4       | Não avançou | Não avançou | Não avançou | Não avançou | [ 10 ] |
| Yuliya Trushkina | C-1 200 m | 46.15         | 2             | Bye     | Bye     | 45.32       | 2 FA        | 44.83       | 5           | [ 11 ] |

Legenda: FA = Final A (disputa de medalha); FB = Final B (sem disputa de medalha); FC = Final C (sem disputa de medalha)

### Ciclismo

#### Estrada
Masculino
| Atleta       | Evento             | Tempo    | Pos. | Ref.   |
| ------------ | ------------------ | -------- | ---- | ------ |
| Gleb Syritsa | Corrida em estrada | DNF      | DNF  | [ 12 ] |
| Gleb Syritsa | Contrarrelógio     | 40:33.30 | 31   | [ 12 ] |

Feminino
| Atleta           | Evento             | Tempo    | Pos. | Ref.   |
| ---------------- | ------------------ | -------- | ---- | ------ |
| Tamara Dronova   | Corrida em estrada | 4:07:16  | 47   | [ 13 ] |
| Tamara Dronova   | Contrarrelógio     | 43:42.16 | 21   | [ 13 ] |
| Alena Ivanchenko | Corrida em estrada | 4:10:47  | 72   | [ 14 ] |
| Hanna Tserakh    | Corrida em estrada | 4:10:18  | 61   | [ 15 ] |
| Hanna Tserakh    | Contrarrelógio     | 44:57.20 | 29   | [ 16 ] |

### Ginástica

#### Trampolim
Masculino
| Atleta           | Evento     | Qualificação | Qualificação | Final  | Final           | Ref.          |
| Atleta           | Evento     | Total        | Pos.         | Total  | Pos.            | Ref.          |
| ---------------- | ---------- | ------------ | ------------ | ------ | --------------- | ------------- |
| Ivan Litvinovich | Individual | 63.420       | 1 Q          | 63.090 | Medalha de ouro | [ 17 ] [ 18 ] |

Feminino
| Atleta                  | Evento     | Qualificação | Qualificação | Final  | Final            | Ref.          |
| Atleta                  | Evento     | Total        | Pos.         | Total  | Pos.             | Ref.          |
| ----------------------- | ---------- | ------------ | ------------ | ------ | ---------------- | ------------- |
| Viyaleta Bardzilouskaya | Individual | 56.340       | 2 Q          | 56.060 | Medalha de prata | [ 19 ] [ 20 ] |
| Anzhela Bladtceva       | Individual | 55.640       | 4 Q          | 55.020 | 5                | [ 21 ]        |

### Halterofilismo
Masculino
| Atleta              | Evento     | Arranco | Arranco | Arremesso | Arremesso | Total | Pos.              | Ref.   |
| Atleta              | Evento     | Result. | Pos.    | Result.   | Pos.      | Total | Pos.              | Ref.   |
| ------------------- | ---------- | ------- | ------- | --------- | --------- | ----- | ----------------- | ------ |
| Yauheni Tsikhantsou | Até 102 kg | 183     | 4       | 219       | 2         | 402   | Medalha de bronze | [ 22 ] |

Feminino
| Atleta            | Evento    | Arranco | Arranco | Arremesso | Arremesso | Total | Pos. | Ref.   |
| Atleta            | Evento    | Result. | Pos.    | Result.   | Pos.      | Total | Pos. | Ref.   |
| ----------------- | --------- | ------- | ------- | --------- | --------- | ----- | ---- | ------ |
| Siuzanna Valodzka | Até 71 kg | 111     | 5       | 135       | 4         | 246   | 4    | [ 23 ] |

### Lutas

#### Greco-romana
Masculino
| Atleta                | Evento    | Oitavas                  | Quartas              | Semifinais           | Repescagem           | Final / DB           | Final / DB  | Ref.   |
| Atleta                | Evento    | Adversário Resultado     | Adversário Resultado | Adversário Resultado | Adversário Resultado | Adversário Resultado | Pos.        | Ref.   |
| --------------------- | --------- | ------------------------ | -------------------- | -------------------- | -------------------- | -------------------- | ----------- | ------ |
| Abubakar Khaslakhanau | Até 97 kg | GEO R Kobliashvili V 9–1 | EGY M Gabr D 1–4     | Não avançou          | Não avançou          | Não avançou          | Não avançou | [ 24 ] |

#### Livre
Masculino
| Atleta                      | Evento    | Qualificatórias      | Oitavas              | Quartas              | Semifinais           | Repescagem                                 | Final / DB           | Final / DB  | Ref.   |
| Atleta                      | Evento    | Adversário Resultado | Adversário Resultado | Adversário Resultado | Adversário Resultado | Adversário Resultado                       | Adversário Resultado | Pos.        | Ref.   |
| --------------------------- | --------- | -------------------- | -------------------- | -------------------- | -------------------- | ------------------------------------------ | -------------------- | ----------- | ------ |
| Magomedkhabib Kadimagomedov | Até 74 kg | UZB R Zhamalov D 0–8 | Não avançou          | Não avançou          | Não avançou          | SVK T Salkazanov V 6–6 ALB C Valiev D 2–12 | Não avançou          | Não avançou | [ 25 ] |

### Natação
Masculino
| Atleta           | Evento      | Eliminatórias | Eliminatórias | Semifinal   | Semifinal   | Final       | Final       | Ref.          |
| Atleta           | Evento      | Tempo         | Pos.          | Tempo       | Pos.        | Tempo       | Pos.        | Ref.          |
| ---------------- | ----------- | ------------- | ------------- | ----------- | ----------- | ----------- | ----------- | ------------- |
| Ilya Shymanovich | 100 m peito | 59.25         | 3 Q           | 59.45       | 10          | Não avançou | Não avançou | [ 26 ]        |
| Evgenii Somov    | 50 m livre  | 23.43         | 44            | Não avançou | Não avançou | Não avançou | Não avançou | [ 27 ]        |
| Evgenii Somov    | 100 m peito | 59.83         | 13 Q          | 1:00.00     | 13          | Não avançou | Não avançou | [ 28 ] [ 29 ] |

Feminino
| Atleta              | Evento       | Eliminatórias | Eliminatórias | Semifinal   | Semifinal   | Final       | Final       | Ref.   |
| Atleta              | Evento       | Tempo         | Pos.          | Tempo       | Pos.        | Tempo       | Pos.        | Ref.   |
| ------------------- | ------------ | ------------- | ------------- | ----------- | ----------- | ----------- | ----------- | ------ |
| Anastasiya Shkurdai | 100 m costas | 1:00.94       | 20            | Não avançou | Não avançou | Não avançou | Não avançou | [ 30 ] |
| Anastasiya Shkurdai | 200 m costas | 2:09.64       | 7 Q           | 2:08.79     | 8 Q         | 2:10.23     | 8           | [ 30 ] |
| Alina Zmushka       | 100 m peito  | 1:06.37       | 11 Q          | 1:05.93     | 5 Q         | 1:06.54     | 8           | [ 31 ] |
| Alina Zmushka       | 200 m peito  | 2:28.19       | 21            | Não avançou | Não avançou | Não avançou | Não avançou | [ 31 ] |

### Remo
Masculino
| Atleta         | Evento        | Baterias | Baterias | Repescagem | Repescagem | Quartas | Quartas | Semifinais | Semifinais | Final   | Final            | Ref.   |
| Atleta         | Evento        | Tempo    | Pos.     | Tempo      | Pos.       | Tempo   | Pos.    | Tempo      | Pos.       | Tempo   | Pos.             | Ref.   |
| -------------- | ------------- | -------- | -------- | ---------- | ---------- | ------- | ------- | ---------- | ---------- | ------- | ---------------- | ------ |
| Yauheni Zalaty | Skiff simples | 6:51.45  | 1 QF     | Bye        | Bye        | 6:49.27 | 1 SA/B  | 6:39.01    | 2 FA       | 6:42.96 | Medalha de prata | [ 32 ] |

Feminino
| Atleta             | Evento        | Baterias | Baterias | Repescagem | Repescagem | Quartas | Quartas | Semifinais | Semifinais | Final   | Final | Ref.   |
| Atleta             | Evento        | Tempo    | Pos.     | Tempo      | Pos.       | Tempo   | Pos.    | Tempo      | Pos.       | Tempo   | Pos.  | Ref.   |
| ------------------ | ------------- | -------- | -------- | ---------- | ---------- | ------- | ------- | ---------- | ---------- | ------- | ----- | ------ |
| Tatsiana Klimovich | Skiff simples | 7:34.31  | 2 QF     | Bye        | Bye        | 7:34.30 | 3 SA/B  | 7:26.56    | 5 FB       | 7:25.61 | 8     | [ 33 ] |

Legenda: FA = Final A (disputa de medalha); FB = Final B (sem disputa de medalha); FC = Final C (sem disputa de medalha); FD = Final D (sem disputa de medalha); FE = Final E (sem disputa de medalha); FF = Final F (sem disputa de medalha); SA/B = Semifinais A/B; SC/D = Semifinais C/D; SE/F = Semifinais E/F; QF = Quartas; R = Repescagem

### Taekwondo
Masculino
| Atleta           | Evento    | Oitavas              | Quartas              | Semifinais           | Repescagem           | Final / DB           | Final / DB  | Ref.   |
| Atleta           | Evento    | Adversário Resultado | Adversário Resultado | Adversário Resultado | Adversário Resultado | Adversário Resultado | Pos.        | Ref.   |
| ---------------- | --------- | -------------------- | -------------------- | -------------------- | -------------------- | -------------------- | ----------- | ------ |
| Georgiy Gurtsiev | Até 58 kg | FRA C Ravet D 0–2    | Não avançou          | Não avançou          | Não avançou          | Não avançou          | Não avançou | [ 34 ] |

### Tênis
Masculino
| Atleta                          | Evento  | Primeira rodada           | Segunda rodada                     | Oitavas de final                      | Quartas de final     | Semifinal            | Final                | Final       | Ref.          |
| Atleta                          | Evento  | Adversário Resultado      | Adversário Resultado               | Adversário Resultado                  | Adversário Resultado | Adversário Resultado | Adversário Resultado | Pos.        | Ref.          |
| ------------------------------- | ------- | ------------------------- | ---------------------------------- | ------------------------------------- | -------------------- | -------------------- | -------------------- | ----------- | ------------- |
| Pavel Kotov                     | Simples | SUI S Wawrinka D 1–6, 1–6 | Não avançou                        | Não avançou                           | Não avançou          | Não avançou          | Não avançou          | Não avançou | [ 35 ]        |
| Daniil Medvedev                 | Simples | AUS R Hijikata V 6–2, 6–1 | AUT S Ofner V 6–2, 6–2             | CAN F Auger-Aliassime D 3–6, 6–7(5–7) | Não avançou          | Não avançou          | Não avançou          | Não avançou | [ 36 ]        |
| Roman Safiullin                 | Simples | CHI A Tabilo V 6–4, 6–4   | ARG T Etcheverry V 6–0, 7–6(7–1)   | ESP C Alcaraz D 4–6, 2–6              | Não avançou          | Não avançou          | Não avançou          | Não avançou | [ 37 ]        |
| Daniil Medvedev Roman Safiullin | Duplas  | —                         | GER K Krawietz / T Pütz D 4–6, 4–6 | Não avançou                           | Não avançou          | Não avançou          | Não avançou          | Não avançou | [ 36 ] [ 37 ] |

Feminino
| Atleta                              | Evento  | Primeira rodada                 | Segunda rodada                                    | Oitavas de final                         | Quartas de final                          | Semifinal                                 | Final                                       | Final            | Ref.          |
| Atleta                              | Evento  | Adversário Resultado            | Adversário Resultado                              | Adversário Resultado                     | Adversário Resultado                      | Adversário Resultado                      | Adversário Resultado                        | Pos.             | Ref.          |
| ----------------------------------- | ------- | ------------------------------- | ------------------------------------------------- | ---------------------------------------- | ----------------------------------------- | ----------------------------------------- | ------------------------------------------- | ---------------- | ------------- |
| Ekaterina Alexandrova               | Simples | CHN Yuan Y D 5–7, 7–6(7–0), 2–6 | Não avançou                                       | Não avançou                              | Não avançou                               | Não avançou                               | Não avançou                                 | Não avançou      | [ 38 ]        |
| Mirra Andreeva                      | Simples | POL M Linette D 3–6, 4–6        | Não avançou                                       | Não avançou                              | Não avançou                               | Não avançou                               | Não avançou                                 | Não avançou      | [ 39 ]        |
| Diana Shnaider                      | Simples | ITA E Cocciaretto V 6–2, 7–5    | CHN Wang Xiy. D 3–6, 1–6                          | Não avançou                              | Não avançou                               | Não avançou                               | Não avançou                                 | Não avançou      | [ 40 ]        |
| Ekaterina Alexandrova Elena Vesnina | Duplas  | —                               | CZE K Muchová / L Nosková D 6–2, 6–7(5–7), [6–10] | Não avançou                              | Não avançou                               | Não avançou                               | Não avançou                                 | Não avançou      | [ 38 ] [ 41 ] |
| Mirra Andreeva Diana Shnaider       | Duplas  | —                               | AUS O Gadecki / A Tomljanović V 6–3, 2–6, [10–6]  | CAN G Dabrowski / L Fernandez V 6–4, 6–0 | CZE B Krejčíková / K Siniaková V 6–1, 7–5 | ESP C Bucșa / S Sorribes Tormo V 6–1, 6–2 | ITA S Errani / J Paolini D 6–2, 1–6, [7–10] | Medalha de prata | [ 39 ] [ 40 ] |

Misto
| Atleta                         | Evento | Primeira rodada      | Segunda rodada       | Oitavas de final                  | Quartas de final     | Semifinal            | Final                | Final       | Ref.          |
| Atleta                         | Evento | Adversário Resultado | Adversário Resultado | Adversário Resultado              | Adversário Resultado | Adversário Resultado | Adversário Resultado | Pos.        | Ref.          |
| ------------------------------ | ------ | -------------------- | -------------------- | --------------------------------- | -------------------- | -------------------- | -------------------- | ----------- | ------------- |
| Mirra Andreeva Daniil Medvedev | Duplas | —                    | —                    | ITA Errani / Vavassori D 3–6, 2–6 | Não avançou          | Não avançou          | Não avançou          | Não avançou | [ 39 ] [ 36 ] |

### Tiro
Feminino
| Atleta               | Evento               | Qualificação | Qualificação | Final       | Final       | Ref.   |
| Atleta               | Evento               | Marca        | Pos.         | Marca       | Pos.        | Ref.   |
| -------------------- | -------------------- | ------------ | ------------ | ----------- | ----------- | ------ |
| Darya Chuprys        | Carabina 3 pos. 50 m | 579          | 24           | Não avançou | Não avançou | [ 42 ] |
| Aliaksandra Piatrova | Pistola livre 25 m   | 566          | 39           | Não avançou | Não avançou | [ 43 ] |